# Wolfgang Jäger (Journalist)

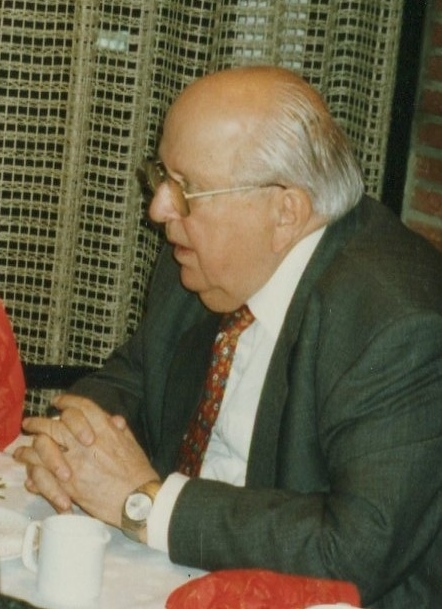
Wolfgang Jäger

Wolfgang Jäger (* 11. April 1920 in Hamburg; † 7. Juli 2012 ebenda) war ein deutscher Journalist und Professor an der Hochschule für Musik und Theater Hamburg.

## Leben und Wirken
Kurz nachdem Wolfgang Jäger ein Studium der Literaturwissenschaft, Kunstgeschichte und Filmpsychologie begonnen hatte, wurde er zum Kriegsdienst eingezogen und geriet in sowjetische Gefangenschaft. Nach 1945 setzte er sein Studium fort. 1947 wurde er in die Rundfunkschule des Nordwestdeutschen Rundfunks, dem Vorgängersender von NDR und WDR, aufgenommen. Zu seinen Mitschülern gehörten Werner Baecker, Gerd Ruge, und Olaf von Wrangel. Jäger blieb beim Sender, wurde 1950 zum Leiter des Jugendfunks befördert und initiierte unter anderem die Live-Sendung Abend für junge Hörer. 1954/55 übernahm er zusätzlich das aktuelle Nachrichtenmagazin Echo des Tages. In den 60er Jahren baute er das Nachwuchsstudio des NDR auf, das bis 1971 bestand. Ab 1961 übte er im Hörfunk verschiedene Leitungsfunktionen aus: Von 1961 bis 1964 als stellvertretender Leiter der Hauptabteilung Wort, von 1964 bis 1970 als Leiter der Hauptabteilung Wort, von 1969 bis zum 30. April 1972 als stellvertretenden Programmdirektor Hörfunk und danach als dessen Direktor.
Zuweilen geriet Jäger in die Schlagzeilen. Etwa, als er den Moderator Wolfgang Hahn wegen einer nicht abgesprochenen Erich-Kästner-Satire für kurze Zeit vom Sender verbannte. Oder, als er mit einer Strukturreform die Ausweitung von Werbung und Musikteppichen im Hörfunk unterstützte.
Nach seiner Pensionierung lehrte Wolfgang Jäger bis ins Jahr 2000 ehrenamtlich Kulturmanagement als Professor an der Hochschule für Musik und Theater Hamburg und hielt als Lehrbeauftragter Vorträge an den Universitäten Göttingen, Lüneburg und Universität Leipzig.